# Дюбкин, Вадим Владимирович
Вади́м Влади́мирович Дю́бкин (28 февраля 1964) — советский и российский футболист, защитник.
Воспитанник футбольной школы города Гомеля. За местный « Гомсельмаш» выступал во второй лиге в 1981—1982 и 1988—1989 годах. В 1989 году переехал на Сахалин, где играл в составе холмских «Сахалина» (1989, вторая лига; 1992—1993, первая лига) и любительского «Портовика» (1990—1992, 1993). 6 октября 1992 гостевой матч против «Селенги» (2:8) провёл на вратарской позиции Три сезона отыграл в «Гомеле», в сезонах 1993/94 — 1994/95 в высшей лиге чемпионата Белоруссии провёл 40 игр, в сезоне-95 сыграл 11 матчей в первой лиге. Вернувшись на Сахалин, играл на любительском уровне за «Портовик» и «Канониров» Таранай.